# Melasina granularis
Melasina granularis är en fjärilsart som beskrevs av Edward Meyrick 1916. Melasina granularis ingår i släktet Melasina och familjen säckspinnare. Inga underarter finns listade i Catalogue of Life.